# Constanza Piérart Roa
Constanza Piérart Roa, conocida como Coco Piérart, es una pintora y escultura nacida en Concepción en 1957. Desde la década de los 90 ha forjado una nutrida carrera, transformándose en una de las artistas contemporáneas más importantes de la región del Biobío. Sus obras recogen las experiencias de sus viajes y espacios habitados, asumiendo un compromiso con las comunidades y sus necesidades. Por ello, actualmente reside en Coliumo, lugar donde realiza diversos proyectos que conjugan arte e intervención social.

## Biografía y trayectoria
Licenciada en Arte en la Universidad de Concepción. Inicia su trayectoria artística asumiendo los desafíos del complejo escenario político y cultural de los periodos de dictadura y postdictadura. Entre los años 1981 y 1987 reside en Puerto Raúl Marín, región de Aysén, etapa que reúne sus impresiones sobre el paisaje sureño. Tras su regreso a Concepción, incorpora otras técnicas y temáticas que le permitieron montar su primera exposición individual gracias al concurso “Nuevos talentos” impulsado por el Instituto Chileno Alemán de Cultura. Luego de 11 años en Concepción decide vivir en Villarrica, donde recoge las texturas y el paisaje de la región. Resultado de esta experiencia surge la muestra “Máscaras y volcanes”, un trabajo de pintura en tela en pequeño formato y dibujos impresos. A partir de 1990, año en el que se reinstala de manera definitiva en la región, se une al Sindicato de Artistas de Concepción y su obra comienza a ser reconocida, adjudicándose diversos premios que la han llevado a exponer tanto en Chile como en el extranjero. Desde el año 2003, sus trabajos se han exhibido en Francia, Bélgica, Alemania, Estados Unidos, China y Filipinas, reafirmando el potencial y los alcances de su obra artística.
En 1993 se integra a la Asociación de Pintores y Escultores (APEC) y decide especializarse en el acrílico y el óleo sobre tela, reforzando y enriqueciendo la multiplicidad de técnicas que utiliza en sus trabajos. Con el fin de potenciar su pintura, decide incursionar, además, en otras actividades realizando, a partir de 1995 a la fecha, diversos talleres con niñas y niños, jóvenes, mujeres y pacientes psiquiátricos. Resultado de estas iniciativas son los proyectos “Desplastificación con bolsas de tela” (2018) trabajo realizado con mujeres de Coliumo. Tomé, proyecto Fondo del libro, modalidad fomento del libro y la lectura y rescate de patrimonio (2018) sobre historias narradas por personas de la tercera edad a niños y niñas de 5°, 6° y 7° de la Escuela Caleta del Medio, “Me gustan los Estudiantes” (2017), homenaje a los 100 años del natalicio de Violeta Parra, Escuela Los Tambores de Tomé y Recuperación de Espacios Públicos, Gobierno Regional y Junta de Vecinos Remodelación Zañartu (2014), entre otros.

## Obra
Sus trabajos transitan entre la cerámica, la pintura, el dibujo y la creación de objetos, cuyos tópicos son, principalmente, el rostro, la máscara y el universo. Ha incursionado, además, en el muralismo utilizando la técnica del mosaico, cuestión que evidencia su interés por recuperar e intervenir el espacio público. De estas preocupaciones surgen durante el 2007 los mosaicos del Hospital Higueras y el mural en palmetas cerámicas esmaltadas del Centro de Salud Familiar Leocán Portus G., Salinas de Talcahuano. Su ir y venir entre la sala de exposición y la calle, la han llevado a utilizar distintas materialidades y variedad de formatos. El uso de objetos cotidianos y materiales reciclados insertos en técnicas de la tradición plástica, dan cuenta de esta necesidad de intervenir y con—jugar con el arte y sus múltiples posibilidades. Así lo refleja en muestras como “La constelación del lechero” (2009), presentada durante el año de la astronomía.La multiplicidad, rasgo distintivo otorgado por la crítica de arte loca l,  la han llevado a participar también en el diseño teatral, destacándose su participación en “Vida y obra de Alfonso Alcalde”. Asimismo, y debido al reconocimiento otorgado por diversos organismos ligados al ámbito artístico-cultural local, fue elegida para diseñar la estatuilla de los Premios Ceres a las Artes de la Región del Biobío. 

## Premios y distinciones
- 1996 Concurso "Mall en primavera", in situ, Plaza del Trébol, Talcahuano.
- 1995 Concurso nacional Expo Arte Talca, Talca.
- 1992Concurso Hualpén, in situ. Hualpén.
- 1990 Categoría pastel, foro Universidad de Concepción.

## Exposiciones individuales
- 2015 Exposición “Navidad” pinturas, dibujos y cerámicas, sala Artistas del Acero, Concepción.
- 2014 Exposición “Philipinas” (pinturas) Manila, Filipinas.
- 2013 Exposición y venta en Tienda “Puro”, Concepción.
- Exposición Galería Pequeño Formato (pinturas sobre cartón enmarcadas 10x10cm) Tienda “Puro”, Concepción.
- 2012 Exposición “Renacimiento” (pinturas gran formato en tela y pequeño formato en cartón con enmarcaciones doradas y cocoshis), Centro Cultural Francés, Concepción.
- Exposición “Renacimiento” (pinturas, dibujos, cocoshis), Tienda Puro, Concepción.
- 2009 Parque Jorge Alessandri, Concepción.
- Galería de la Historia "año internacional de la astronomía", Concepción.
- Exposición "Mujeres", Speyer, Alemania.
- Sala Municipal, “Fragmentos”, Concepción.
- 2008 Biblioteca INACAP, pinturas pequeño y gran formato, Talcahuano, Chile.
- 2005 Galería Universidad del Bío-Bío, "Cara Dura", cerámicas esmaltadas y pinturas, Concepción, Chile.
- 2004 "Rostros", Biblioteca Viva, Mall Plaza del Trébol, Talcahuano, Chile.
- Galería Caucalis, Centro de danza Calaucán, Concepción, Chile.
- Maison Culturelle de Quaregnon, Bélgica.
- Galerie Valerie Berger, Marseille, Francia
- 2002 "Tapices en Lino", Sala del Verde Concepción, Chile.
- "Comiq-eros", pequeño formato, Sala del Verde, Concepción, Chile.
- 1992  Sala Lessing, Instituto Chileno Alemán de Cultura, Concepción, Chile.

## Exposiciones colectivas
- 2016 “Suculentas” junto a Lola Piérart, cerámicas y pinturas, sala Artistas del Acero, Concepción.
- 2011 “Ámbito Privado” dibujos y pinturas junto a Dolores Weber, Centro Rukalihuen, Concepción.
- 2009 "Viaje al interior" Hotel Sonesta, Casino Marina del Sol, Talcahuano.
- CORFO, "mamógrafo móvil", proyectos innovadores, sala exestación de ferrocarriles Concepción.
- "Viaje al interior" Shanghái, China.
- 2006 "Tres Mujeres" Galería Ana María Matthei, Santiago.
- 2005  "Mecanismos en juego" junto a Dolores Weber, Instituto Chileno Francés de Cultura (Instalación y objetos de arte), Concepción.
- "Venga Jazz" junto a Vadim Strika y Florencia Tagle, Sala Caucalis, Centro de Danza Calaucán (Cerámicas, Esculturas en alambre, Stencil y Fotografía), Concepción.
- 2004 Sala La Escondida, "Residencias", Homenaje a Pablo Neruda, junto a Manfred Gipper, Embajada de Chile, Berlín, Alemania.
- 2003 Molaa, Museum of Latin American Art, Long Beach, California USA.
- Galería Ana María Matthei "El chocolate y la sensualidad" Santiago, Chile.
- Galería Montecatini "Interiores-Exteriores", junto a Manfred Gipper, Concepción.
- 2002  Galería Durban Segnini, Coral Gables, Miami USA.
- 2001  Sala Montecatini "Boleros" Concepción.
- 1999  "25 años Departamento de Artes Plásticas" Pinacoteca Universidad de Concepción, Concepción.